# ロドリゴ・カイオ・コケッチ・ルッソ
ロドリゴ・カイオ（Rodrigo Caio）ことロドリゴ・カイオ・コケット・ルッソ（Rodrigo Caio Coquette Russo、1993年8月17日 - ）は、ブラジル・サンパウロ州ドラセーナ出身のサッカー選手。ブラジル代表。CRフラメンゴ所属。ポジションはミッドフィールダー、ディフェンダー。

## 経歴

### サンパウロFC
2005年、11歳の時にサントスFCからもオファーがあったが、サンパウロFCに入団。その後マンチェスター・ユナイテッド・プレミアカップ優勝等ユース年代においてタイトルを獲得する。
2010年にルーカス・モウラ、ブルーノ・ウビニ、カゼミーロと共にトップチームに昇格し、2011年6月26日のコリンチャンス戦でプロデビューを果たした。2012年には主に右サイドバックとしてプレーした。
2013年3月20日、サンパウロ州選手権・サンベルナルドFC戦で初得点を記録。8月にはスルガ銀行チャンピオンシップにサンパウロの一員として来日し、鹿島アントラーズとの一戦にボランチとしてスタメン出場した。
2015年6月12日、リーガ・エスパニョーラのバレンシアCFへの移籍が公式に発表されるが、29日にバレンシアが獲得の取りやめを発表した。直後にアトレティコ・マドリードへの移籍合意間近という報道も出るが、結局は本人がサンパウロ残留を表明した。

### CRフラメンゴ
2018年12月29日、CRフラメンゴに移籍することが発表された。

## タイトル

### クラブ
サンパウロFC
- コパ・スダメリカーナ：2012
- エウゼビオ・カップ：2013

### 代表
U-20ブラジル代表
- トゥーロン国際大会：2014

U-23ブラジル代表
- オリンピック 金メダル：1回（2016）

### 個人
- トゥーロン国際大会MVP：2014